# Luigi Rotelli
Luigi Rotelli (ur. 26 lipca 1833 w Corciano, zm. 15 września 1891 w Rzymie), włoski duchowny katolicki, dyplomata watykański, kardynał.

## Życiorys
Pochodził z diecezji Perugia. 20 grudnia 1856 został wyświęcony na księdza. 19 lipca 1857 na uniwersytecie w Perugii obronił doktorat teologii. Był wieloletnim wykładowcą seminarium w Perugii oraz od 1863 kanonikiem miejscowej kapituły katedralnej; od 1877 był archidiakonem kapituły. 15 marca 1878 został obdarzony godnością prałata papieskiego. W lipcu tegoż roku mianowany został biskupem Montefiascone, sakrę biskupią przyjął 21 lipca 1878 w kościele św. Apolinarego w Rzymie z rąk kardynała Raffaele Monaco La Valletta. W lutym 1882 otrzymał tytuł asystenta tronu papieskiego.
22 grudnia 1882, w związku z przejściem do papieskiej służby dyplomatycznej, został podniesiony go godności arcybiskupa tytularnego Pharsala. Od stycznia 1883 był delegatem apostolskim w Konstantynopolu i wikariuszem apostolskim łacińskiego patriarchatu Konstantynopola. 23 maja 1887 przeszedł na stanowisko nuncjusza w Paryżu.
1 czerwca 1891 Leon XIII mianował go kardynałem prezbiterem. Rotelli zmarł 15 września 1891, jeszcze przed odebraniem kapelusza kardynalskiego i nadaniem kościoła tytularnego. Pochowany został na cmentarzu Campo Verano w Rzymie.